# Železniční trať Mnichov – Řezno
Železniční trať Mnichov – Řezno je dvoukolejná elektrifikovaná železniční trať spojující bavorskou metropoli Mnichov s Řeznem v Německu ve spolkové zemi Bavorsko. Délka trati je 138,1 km. Trať má podle seznamu číslo 930.